# Jimmy Kruger
James „Jimmy“ Thomas Kruger (* 20. Dezember 1917 in Bethlehem, Oranje-Freistaat, Südafrikanische Union; † 9. Mai 1987) war ein südafrikanischer Politiker der Nasionale Party (NP), der unter anderem zwischen 1974 und 1979 Minister für Justiz, Polizei und Strafvollzug sowie von 1979 bis 1980 Präsident des Senats (Senaat) war. Er galt als führender Vertreter der Apartheidspolitik der Regierung der Republik Südafrika und war mitverantwortlich für die Verhaftung des Führers der Black Consciousness Movement Steve Biko am 18. August 1977, der am 12. September 1977 im Polizeigewahrsam ums Leben kam.

## Leben

### Rechtsanwalt und Abgeordneter
James „Jimmy“ Thomas Kruger stammte aus Wales und wurde von einem afrikaanse Ehepaar adoptiert. Nach dem Besuch des Gymnasiums von Ventersdorp begann er 1935 seine berufliche Laufbahn als Arbeiter im Bergwerk von Brakpan sowie im Anschluss im Bergbau um Barberton. Daneben absolvierte er ein Fernstudium an der Universität von Südafrika, das er mit einem Bachelor of Arts (B.A.) beendete. Ein weiteres Studium der Rechtswissenschaften an der Witwatersrand-Universität schloss er 1954 mit einem Bachelor of Laws (LL.B.) ab. Im Mai 1955 ließ er sich als Rechtsanwalt in Johannesburg nieder und begann einige Jahre später seine politische Laufbahn, als er 1962 für die Nasionale Party (NP) zum Mitglied des Rates der Provinz Transvaal gewählt wurde. Bei den Wahlen vom 30. März 1966 wurde er für die NP zum Mitglied der Abgeordnetenkammer (Volksraad van Suid-Afrika) gewählt und vertrat in dieser bis 1979 den Wahlkreis Prinshof. Im Kabinett Vorster II fungierte er zwischen 1972 und 1974 als Vizeminister für Inneres, Vizeminister für die Polizei sowie als Vizeminister für Soziales und Pensionen.

### Minister für Justiz, Polizei und Strafvollzug und Tod Steve Bikos
Im darauf folgenden Kabinett Vorster III wurde Jimmy Kruger am 29. April 1974 von Premierminister Balthazar Johannes Vorster zum Minister für Justiz, Polizei und Strafvollzug und bekleidete dieses Amt im Anschluss vom 10. Oktober 1978 bis 1979 auch im Kabinett Botha I. In dieser Funktion galt er als führender Vertreter der Apartheidspolitik der Regierung der Republik Südafrika. Nach seiner Ehefrau Susan Kruger wurde die Susan Kruger Ferry benannt, die Fähre, auf der Apartheid-Gegner und politische Gefangene zur Gefängnisinsel Robben Island verbracht wurden. Er war mitverantwortlich für die Verhaftung des Führers der Black Consciousness Movement Steve Biko am 18. August 1977, der am 12. September 1977 im Polizeigewahrsam ums Leben kam. Zunächst behauptete die Polizei, dass Biko an den Folgen eines Hungerstreiks verstarb. Bikos Tod kommentierte er mit den Worten „Dit laat my koud“ (‚Das lässt mich kalt‘), wobei er später seine ursprüngliche Reaktion zurückwies und behauptete, dass Biko Schriften verfasst hatte, in denen dieser zu ‚Blut und Leichen auf den Straßen‘ aufrief. Aufgrund internationalen Drucks ordnete die südafrikanische Regierung eine Untersuchung der Todesumstände Bikos an. Der Untersuchungsrichter kam zu dem Ergebnis, dass Biko an den Folgen eines durch Kopfverletzungen verursachten Gehirnschadens ums Leben kam. Allerdings wurde kein Verantwortlicher ermittelt, so dass es auch zu keiner Anklage wegen des Todes von Steve Biko kam. Der Journalist Donald Woods, der Artikel zu den Todesumständen verfasste und auch zum Rücktritt von Jimmy Kruger aufrief, erfuhr zunehmend Repressalien durch die südafrikanischen Behörden. Dieser wurde auf Basis des Gesetzes zur Unterdrückung des Kommunismus (Wet op die Onderdrukking van Kommunisme) wie zuvor Biko, auf unmittelbare Anweisung Krugers gebannt. Als Woods mit Säure präparierte T-Shirts zugeschickt wurden, fürchtete dieser um die Gesundheit seiner Familie und flüchtete über Lesotho ins Vereinigte Königreich.
Aufgrund der wachsenden Kritik aus dem Ausland wurde Jimmy Kruger 1979 von Premierminister Pieter Willem Botha als Minister für Justiz, Polizei und Strafvollzug entlassen. Daraufhin wurde Alwyn Schlebusch Minister für Inneres und Justiz, während Louis Le Grange Minister für Polizei und Strafvollzug wurde. Daraufhin übernahm er am 4. Juni 1979 als Nachfolger des zum Staatspräsidenten der Republik Südafrika gewählten Marais Viljoen zunächst das Amt als Präsident des Senats (Senaat) und hatte dieses bis zur Auflösung des Senats 1980 inne. Nachdem er aus der Nasionale Party ausgeschlossen wurde, schloss er sich aus Protest gegen die vorbereitete Verfassungsreform des Kabinetts Botha der am 20. März 1982 vom ehemaligen NP-Minister Andries Treurnicht gegründeten Konserwatiewe Party (KP) an. Er übernahm allerdings keine politische Ämter mehr.

## Verkörperung in Filmen über die Apartheid
In dem nach Donald Woods Buch Steve Biko. Schrei nach Freiheit 1987 entstandenen Film Schrei nach Freiheit von Richard Attenborough mit Kevin Kline als Donald Woods und Denzel Washington als Steve Biko spielte John Thaw die Rolle des Jimmy Kruger. In dem 2007 auf den Memoiren von Nelson Mandelas Gefängniswärter James Gregory basierenden Film Goodbye Bafana von Bille August mit Dennis Haysbert als Nelson Mandela und Joseph Fiennes als James Gregory wurde Jimmy Kruger von Norman Anstey dargestellt.